# Ford Mustang
O Ford Mustang é um automóvel desportivo produzido pela Ford Motor Company. O carro foi apresentado ao público em 17 de abril de 1964 durante a New York World's Fair. O Mustang, apesar de ter sofrido grandes alterações ao longo dos anos é a mais antiga linha de automóveis da Ford, cujo nome se inspira na única raça de cavalo selvagem do país. Foi o primeiro "Muscle Car" da história, sendo seguido anos mais tarde por modelos concorrentes inspirados claramente nele.

## Protótipo
O primeiro protótipo do Mustang foi fabricado em 1962 e este modelo, atualmente, faz parte do acervo do The Henry Ford Museum.

## Primeira geração (1964-1973)

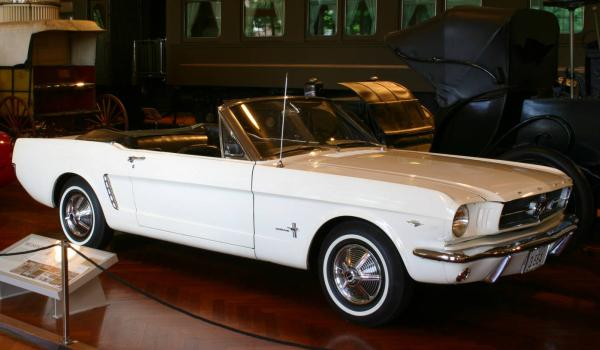
Mustang de 1964.

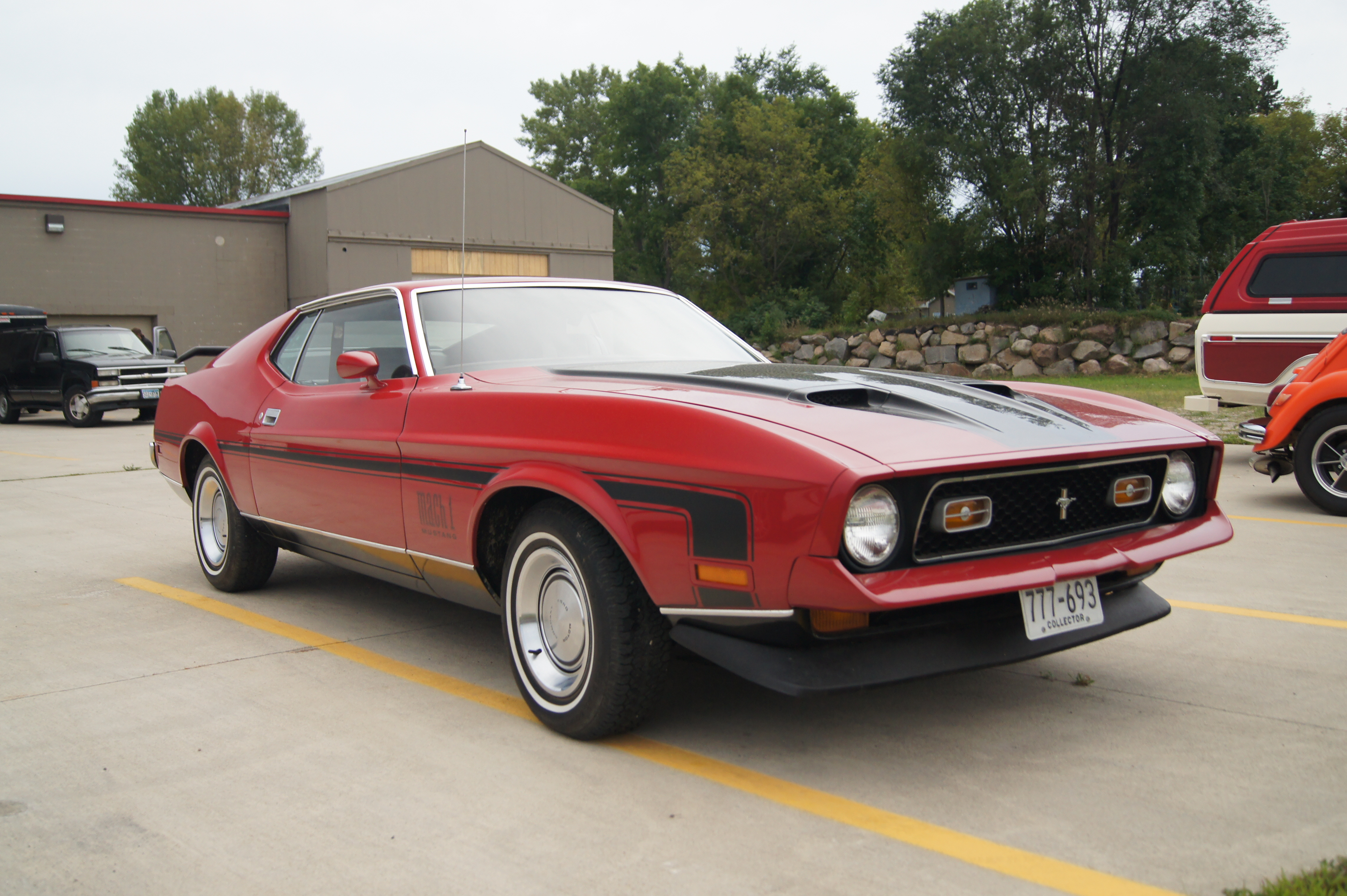
Ford Mustang Mach 1-1971.

Lançado em Abril de 1964 já como modelo 1965 o Ford Mustang foi apresentado em duas versões: Conversível e Coupé 2 portas. Projetado e concebido para satisfazer todos os gostos, poderia vir equipado com um modesto motor 6 cilindros de 2,8L com 101HP até um V8 de 4,8L com 271HP. Após 6 meses, foi apresentada a versão Fastback, com forte apelo esportivo. Não houve mudanças significativas para o ano de 1966, quando o carro completou o total de 1 milhão de unidades vendidas, comprovando o enorme sucesso alcançado. Cerca de 70% dos carros vendidos eram equipados com alguma versão do motor V8. Para 1967 e 1968 o Mustang já sofreu a primeira atualização de estilo, crescendo alguns centímetros e procurando ter uma linha mais agressiva e se tornar mais confortável. Uma versão Shelby GT500 de 1967 chamado de Eleanor, foi utilizado no filme 60 Segundos e um Mustang 1968 foi utilizado no filme Bullitt. A principal novidade foi a introdução dos motores V8 big-block como opcional. Para 1967 a potência podia chegar a 325HP, com um V8 de 6,4L e a 390HP em 1968 com um V8 de 7,0L. Em 1969 e 1970 nova atualização de estilo, tornado a linha mais atual e agressiva. Lançamento dos modelos BOSS 302 e 429, equipados com motores de alto desempenho e das linhas Mach 1(Esportiva) e Grande (Luxuosa). Os anos de 1971, 1972 e 1973, apresentaram a mais significativa mudança de estilo dentro da primeira geração. Sofreram forte influência das leis antipoluição, da crescente preocupação com o consumo de combustível e da resistência das companhias de seguro em aceitarem carros de alto desempenho. Em comparação ao modelo 1965, o Mustang aumentou quase 15 cm e ficou 250 kg mais pesado e já não contava com motores tão potentes, quantos os oferecidos nos anos 60. Todos esses fatores acabaram influenciando o fim da primeira geração e provocando o nascimento do Mustang II em 1974, muito mais leve e econômico, porém sem o carisma de um verdadeiro esportivo.

### Vendas

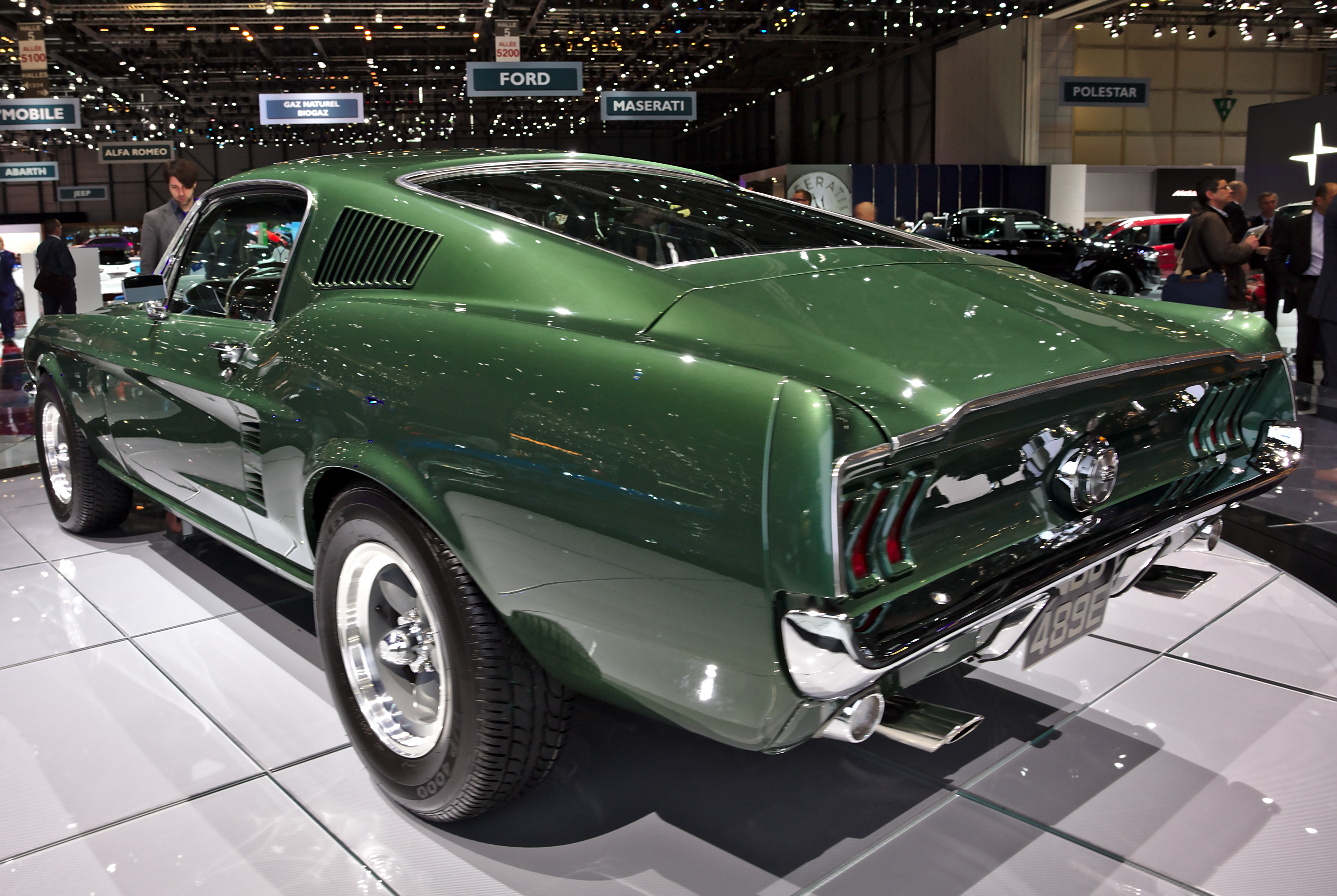
Traseira Ford Mustang Fastback 1968 usado no filme Bullitt.

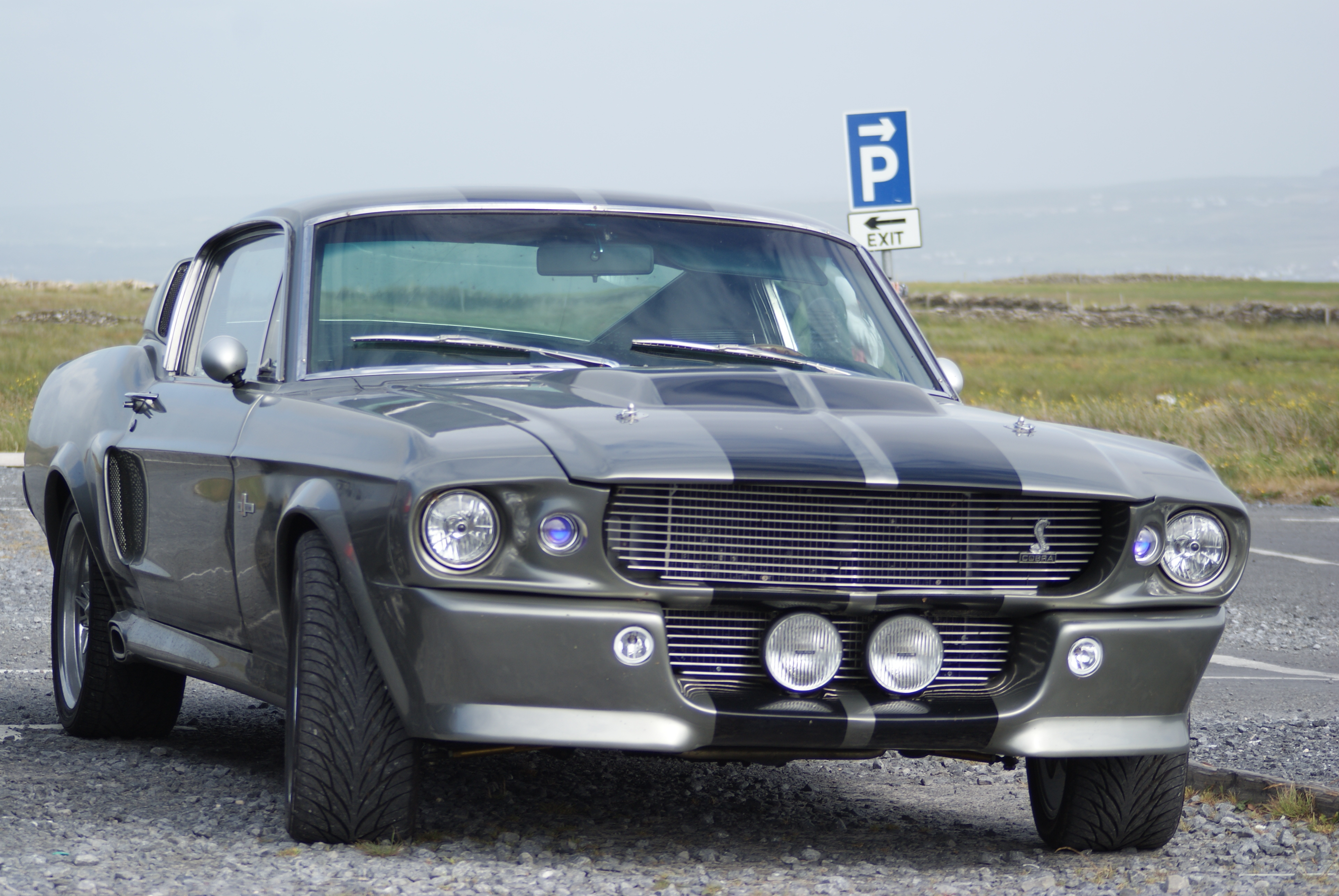
Shelby Mustang GT500 "Eleanor" -1967 usado no filme 60 Segundos.

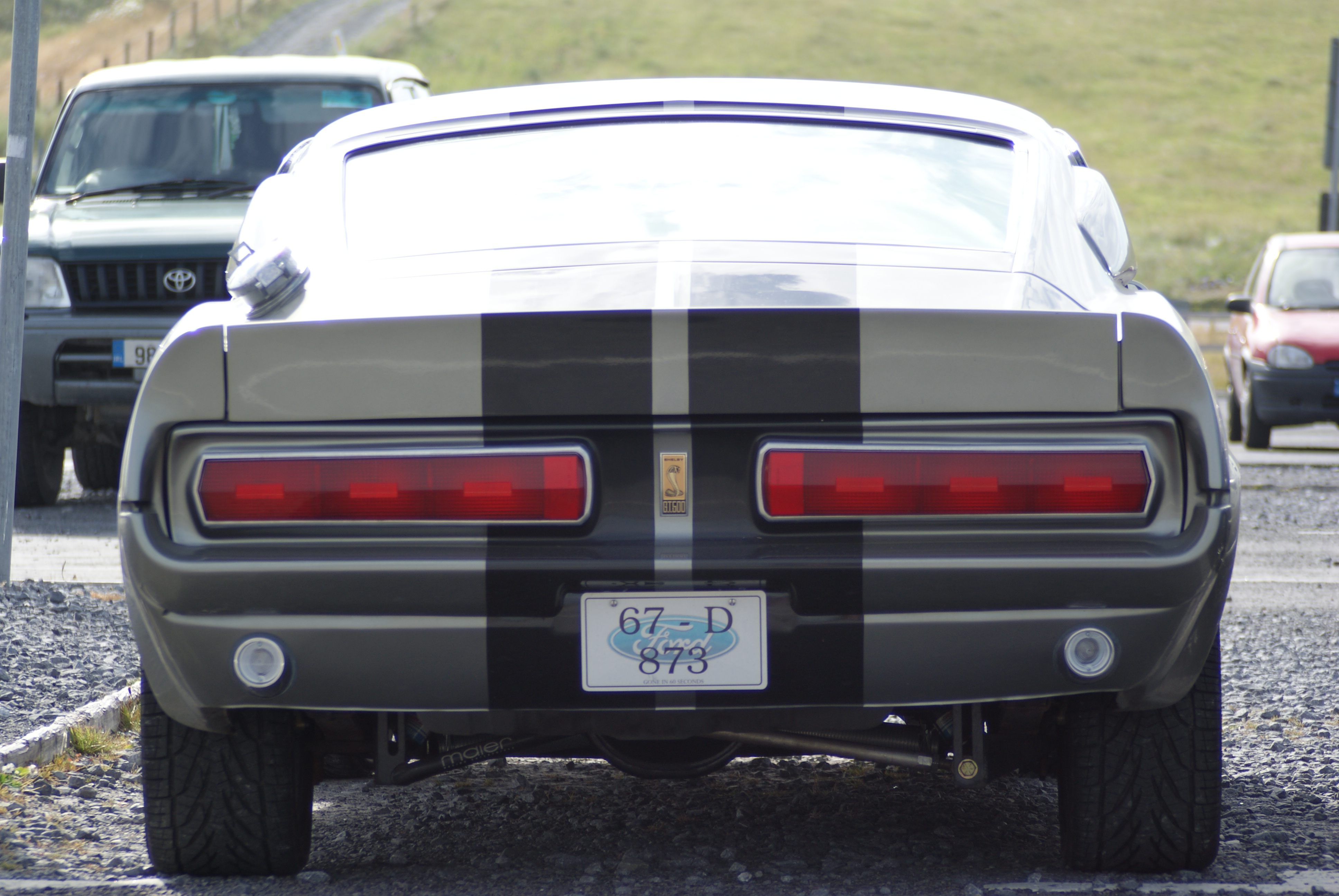
Traseira Shelby Mustang GT500 "Eleanor"-1967.

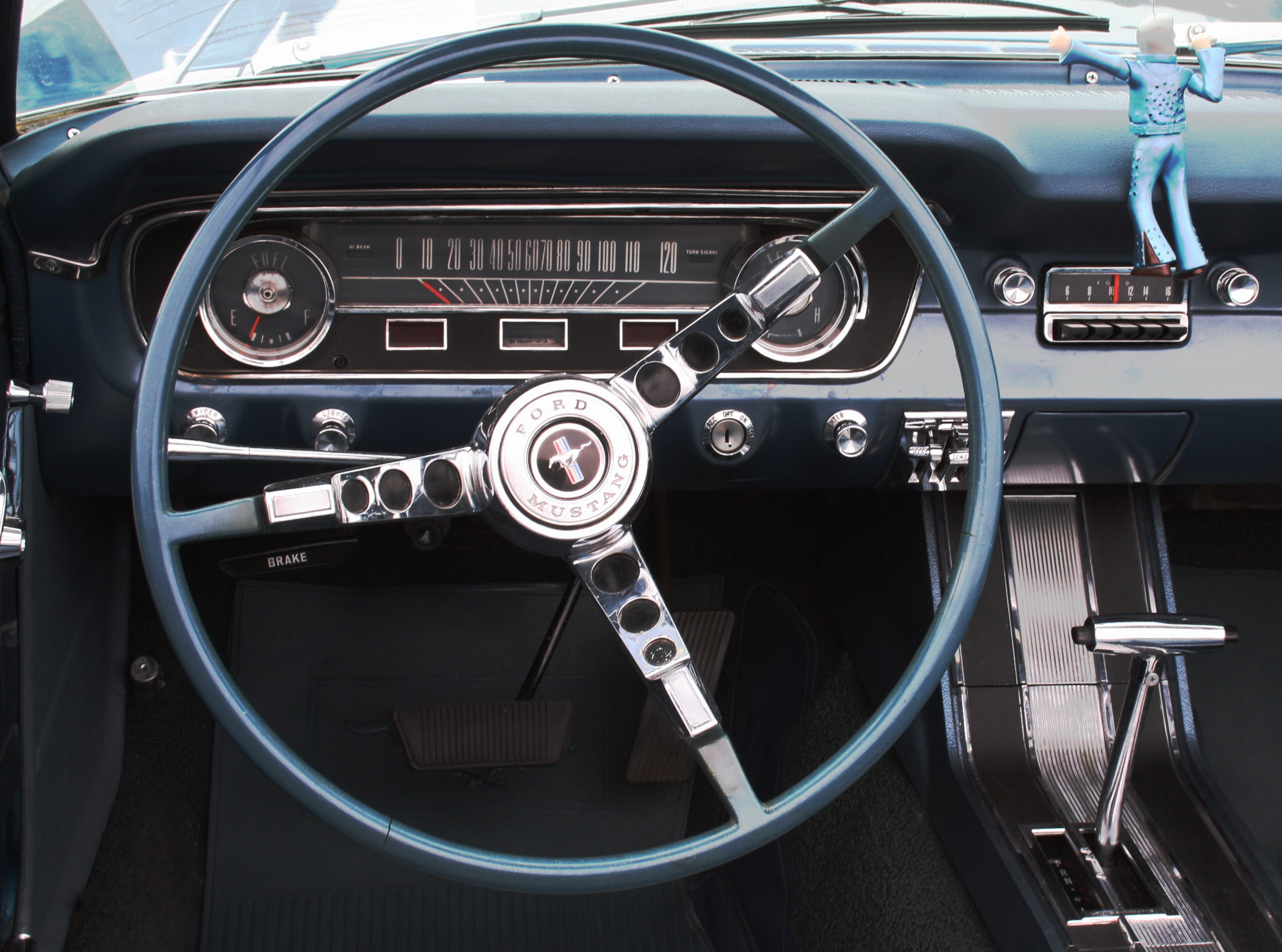
Interior do Ford Mustang 1964.

| Vendas do Ford Mustang nos Estados Unidos entre 1964 - 1973 |
|                                                             |
| Dados do The Mustang Source                                 |

## Segunda geração (1974-1978)
Lee Iacocca, que foi um dos responsáveis pelo desenvolvimento do primeiro Mustang, se tornou presidente da Ford Motor Company em 1970 e pediu para os engenheiros dessa empresa desenvolverem um Mustang menor e mais econômico, esse carro deveria ser apresentado ao público em 1974.
O novo Mustang foi introduzido em 21 de setembro de 1973, dois meses antes da crise do petróleo de 1973, isso permitiu com que esse carro competisse contra carros Cupê importados como, o Toyota Celica japonês e, o Ford Capri europeu. No primeiro ano de mercado esse Mustang vendeu 385 993 unidades.
Os motores disponíveis no modelo de 1974 eram o 2,3 L e 2,8 L Cologne V6 do Mercury Capri. Em 1975 foram reintroduzidos o motor 302 Windsor V8 que só estava disponível junto com a transmissão automática C-4, direção assistida e frenagem com auxílio de servo-freio.

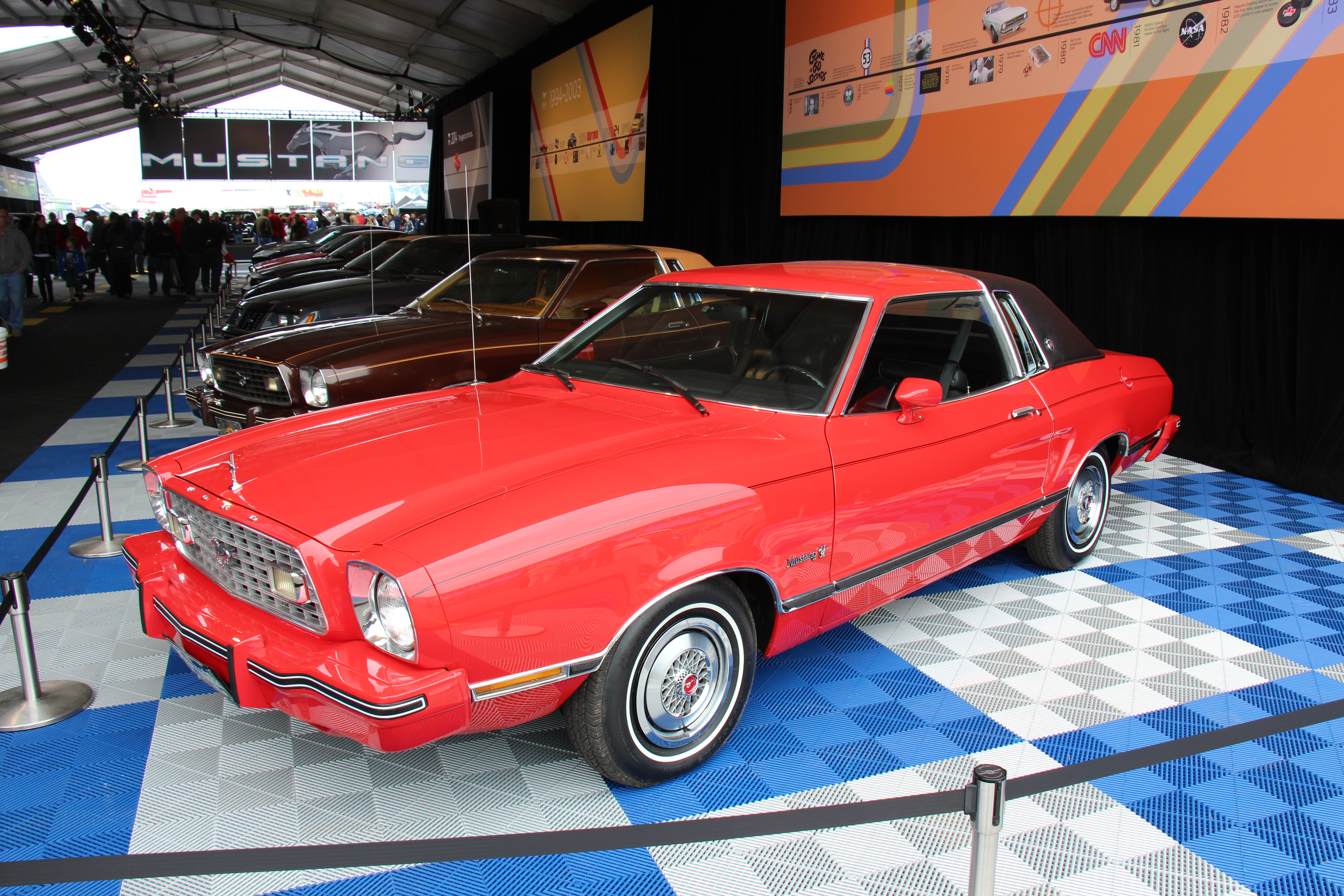
Ford Mustang Ghia 1974.

O carro era disponibilizado em versões cupê e hatchback. Em 1974, os modelos disponíveis eram o Hardtop, Hatchback, Mach 1 e Ghia. As mudanças introduzidas em 1975 incluíam a disponibilidade de um modelo que tinha um diferencial traseiro com uma relação diferente para permitir que houvesse um melhor consumo de combustível. Em 1976 foi adicionado o pacote de opcionais ''Stallion''. O modelo ''Mach 1'' foi vendido durante toda a linha de tempo na qual foi produzida a segunda geração do Mustang (1974-1978). Outras mudanças em questão de desempenho vieram no modelo ''Cobra II'' (1976-1978) e, ''King Cobra'' (1978).

## Terceira geração (1979-1993)
O Mustang 1979 foi baseado na plataforma ''Fox Body''. A carroceria e a distância entre eixos maiores do que as do Mustang de geração anterior permitiram um espaço maior para os passageiros, porta-malas com capacidade aumentada e compartimento do motor maior.
Os tipos de carroceria eram cupê, hatchback e conversível. As versões disponíveis eram um modelo ''de entrada'' sem nome (1979–81), L, GL, GLX, LX, GT (1982–1993), GTS, Turbo GT (1983–84), GT-350 (1984), SVO (1984–86), Cobra (1979–81,1993), Cobra R (1993), e Ghia (1979–81).
As motorizações disponíveis eram um 2,3 L I4, 2,6 L V6 e, um 5,0 L V8. Como o motor 2,6 L V6 tinha poucas unidades disponíveis, ainda em 1979 ele foi substituído por um 3,3 L I6, em 1983 esse motor foi substituído por um 3,8 L V6. O motor 5,0 L V8 parou de ser usado em 1979 e, foi substituído por um 4,2 L V8, como a cilindrada desse motor era muito baixa e não tinha muita potência o motor 5.0 V8 voltou a equipar o Mustang em 1982.
O Mustang de terceira geração foi equipado com dois estilos de frente diferentes, de 1979 a 1986 possuía quatro faróis que eram conhecidos pelos entusiastas como ''quatro olhos''. De 1987 a 1993 o Mustang adotou uma frente moderna para a época, passando a não usar mais grade.
Em 1984 foi introduzida uma variante de alto desempenho chamada ''SVO'' equipada com um motor 2,3 L I4 turbocomprimido, tinha 177 cv e podia ir de 0-100 quilômetros por hora em 7,8 segundos.
Em 1987 O Mustang recebeu algumas modificações no interior que permaneceram até o encerramento da geração em 1993.

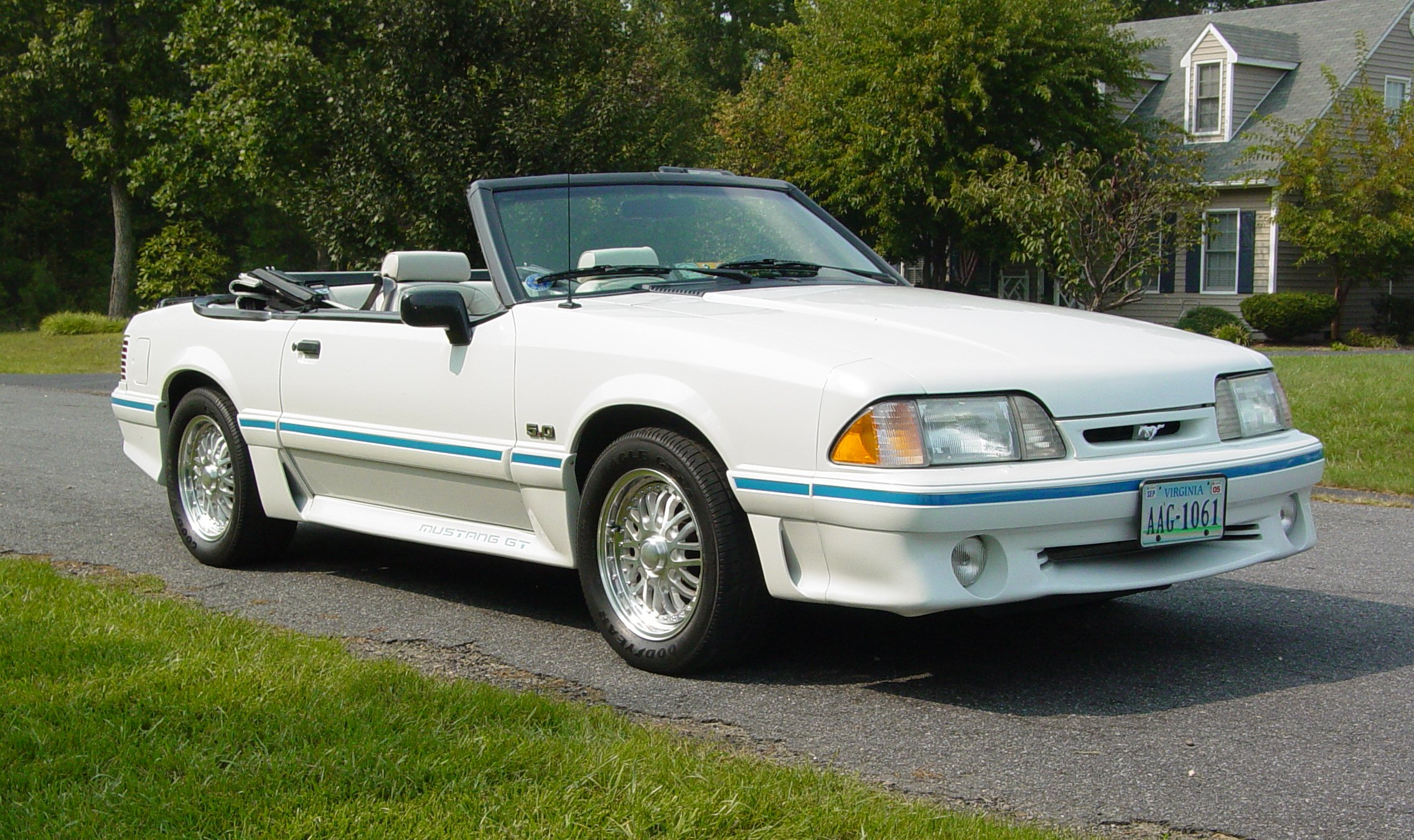
Ford Mustang GT 1991 conversível.

Em 1993 foram lançados os modelos ''SVT Cobra'' e ''Cobra R'' que foram carros de alto desempenho que encerraram a terceira geração do Mustang.

## Quarta geração (1994-2004)
O Mustang de quarta geração foi estreado em novembro de 1993, a carroceria foi chamada de SN-95 pela Ford, ele foi baseado na plataforma Fox-Body chamada Fox-4 de tração traseira atualizada. O designer, Patrick Schiavone incorporou características que remetiam ao design dos primeiros Mustang nessa carroceria.
Em 1999, o Mustang sofreu modificações no seu design, passou a ter contornos mais "afiados", carroceria mais detalhada e arcos de roda mais largos mas, o design básico da carroceria, características do interior e chassi permaneceram idênticos aos do modelo anterior.
- Opções de carroceria: Coupe 2 portas e conversível 2 portas
- Opções de acabamento de 1994 - 2001: básica (todas as versões com motor V6), GT (só com a motorização V8)
- GTS (produzido apenas em 1995, com o mesmo motor do GT e apenas na carroceria coupê com câmbio manual)

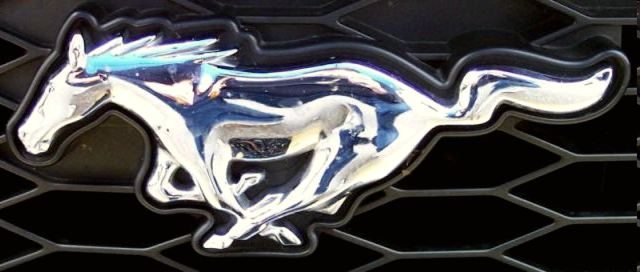
Símbolo do Ford Mustang.

### Opções de acabamento de 2002 até 2004
- Básico V6
- Deluxe V6
- Premium V6
- GT Básico
- GT Deluxe
- GT Premium

### Opções de motorização
- 3.8 V6 12v SOHC - 147 cv (145 hp) a 4 000 rpm (1994 - 1995)
- Velocidade máxima: 180 km/h (limitado eletronicamente; câmbio automático ou manual)
- 3.8 V6 12v SOHC - 152 cv (150 hp) a 4 000 rpm (1996 - 1998)
- Velocidade máxima: 180 km/h (limitado eletronicamente; câmbio automático ou manual)
- 3.8 V6 12v SOHC - 193 cv (190 hp) a 5 250 rpm (1999 - 2000)
- Velocidade máxima: 180 km/h (limitado eletronicamente; câmbio automático ou manual)
- 3.8 V6 12v SOHC - 196 cv (193 hp) a 5 500 rpm (2001 - 2004)
- Velocidade máxima: 180 km/h (limitado eletronicamente; câmbio automático ou manual)
- GT 5.0 V8 16v SOHC - 218 cv (215 hp) a 4 200 rpm (1994 - 1995)
- Velocidade máxima: 225 km/h (câmbio manual); 215 km/h (câmbio automático)
- GT V8 4.6 16v SOHC - 218 cv (215 hp) a 4 400 rpm (1996 - 1997)
- Velocidade máxima: 225 km/h (câmbio manual); 215 km/h (câmbio automático)
- GT V8 4.6 16v SOHC - 228 cv (225 hp) a 4 750 rpm (1998)
- Velocidade máxima: 230 km/h (câmbio manual); 220 km/h (câmbio automático)
- GT V8 4.6 16v SOHC - 264 cv (260 hp) a 5 250 rpm (1999 - 2004)
- Velocidade máxima: 240 km/h (câmbio manual); 230 km/h (câmbio automático)

Câmbio: Manual 5 marchas / automático 4 marchas (opcional)

### Versão SVT Cobra (1994 - 2004)
- Opções de carroceria: Coupe 2 portas e conversível 2 portasː
  - SVT Cobra V8 5.0 16v SOHC - 243cv (240 hp) (94 - 95) (câmbio manual de 5 marchas)
  - Velocidade máxima: 238 km/h
  - SVT Cobra R V8 5.8 16v SOHC - 304cv (300 hp) (1995) (câmbio manual de 5 marchas)
  - Velocidade máxima: 250 km/h
  - SVT Cobra V8 4.6 32v DOHC - 309cv (305 hp) (96 - 98) (câmbio manual de 5 marchas)
  - Velocidade máxima: 250 km/h
  - SVT Cobra V8 4.6 32v DOHC - 324cv (320 hp) (99 e 2001; em 2000 não foi produzido o SVT) (câmbio manual de 5 marchas)
  - Velocidade máxima: 253 km/h
  - SVT Cobra V8 4.6 32v Supercharger DOHC - 395cv (390 hp) (2003 - 2004; câmbio manual de 6 marchas)
  - Velocidade máxima: 285 km/h
  - SVT Cobra R V8 5.4 32v DOHC - 390cv (385 hp) (2000; câmbio manual de 6 marchas)
  - Velocidade máxima: 282 km/h

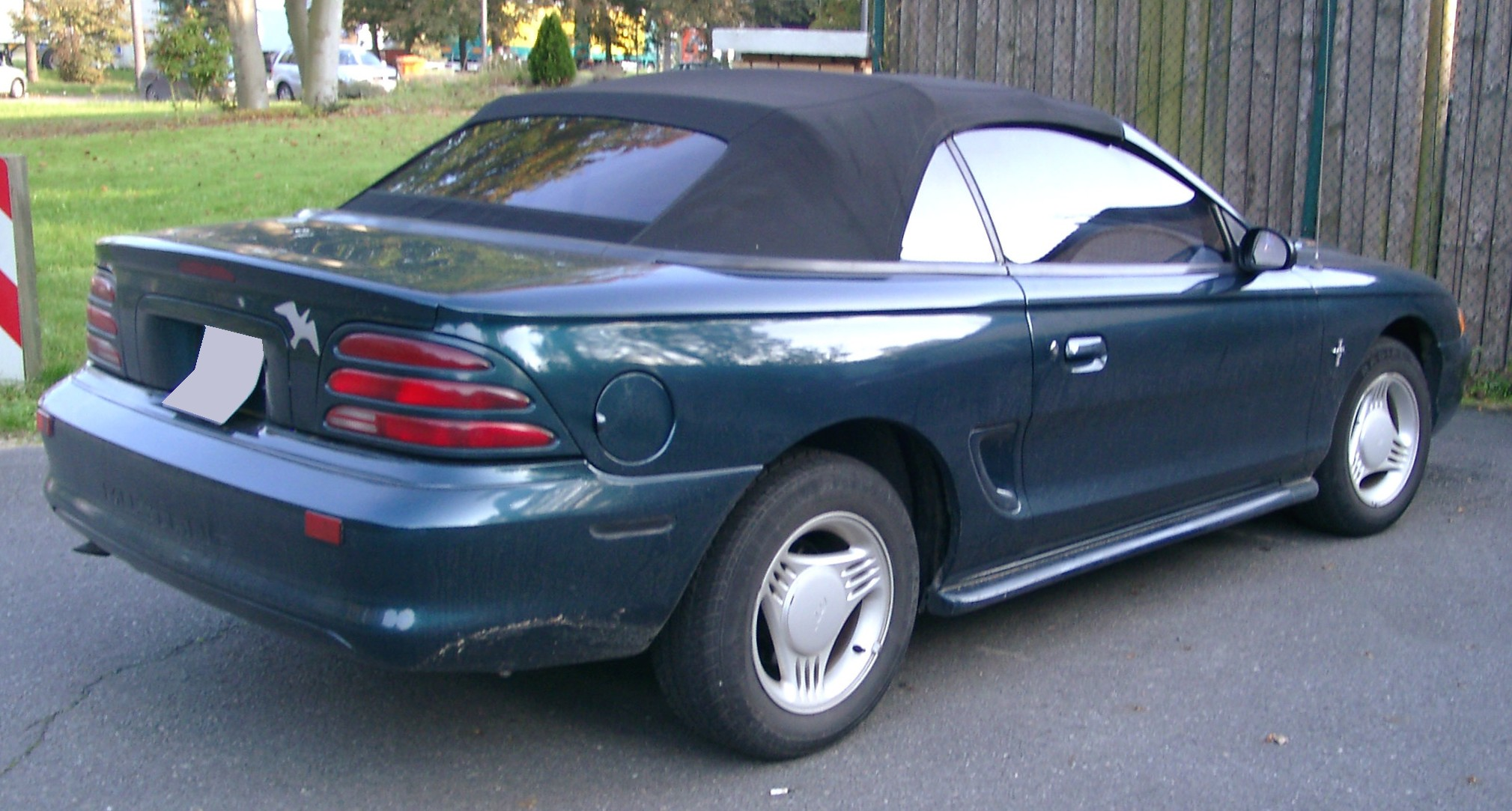
Traseira Ford Mustang IV 2007.

Disponível apenas com cambio manual.

## Quinta geração (2005-2014)
O Mustang de quinta geração foi introduzido pela Ford em 2004 no North American International Auto Show, a Ford nomeou sua carroceria de ''S-197". O desenvolvimento ficou sob controle do engenheiro Hau Thai-Tang e, o responsável pelo design do exterior foi Sid Ramnarace, o design dessa geração remete aos Mustang Fastback do final dos anos 60.
O Mustang 2010 foi lançado em 2009 com um facelift que incluía lanternas traseiras com LEDs sequenciais.
Em 2012 foi introduzido o Mustang Boss 302 que recebia o motor ''Coyote'' com 444 bhp. Também era disponibilizada uma versão chamada ''Laguna Seca'', essa versão tinha uma barra no lugar do banco traseiro para endurecimento da carroceria e melhorias no trem de força e na dirigibilidade.

### Opções de carroceria
- Coupe 2 portas e conversível 2 portas

### Opções de acabamento 2005 - 2010
Disponíveis a ambos tipos de carroceriasː
- Básico V6
- Premium V6
- DeLuxe V6
- GT Básico
- GT Premium
- GT DeLuxe
- Opções de acabamento a partir de 2011 (disponíveis a ambos tipos de carrocerias):

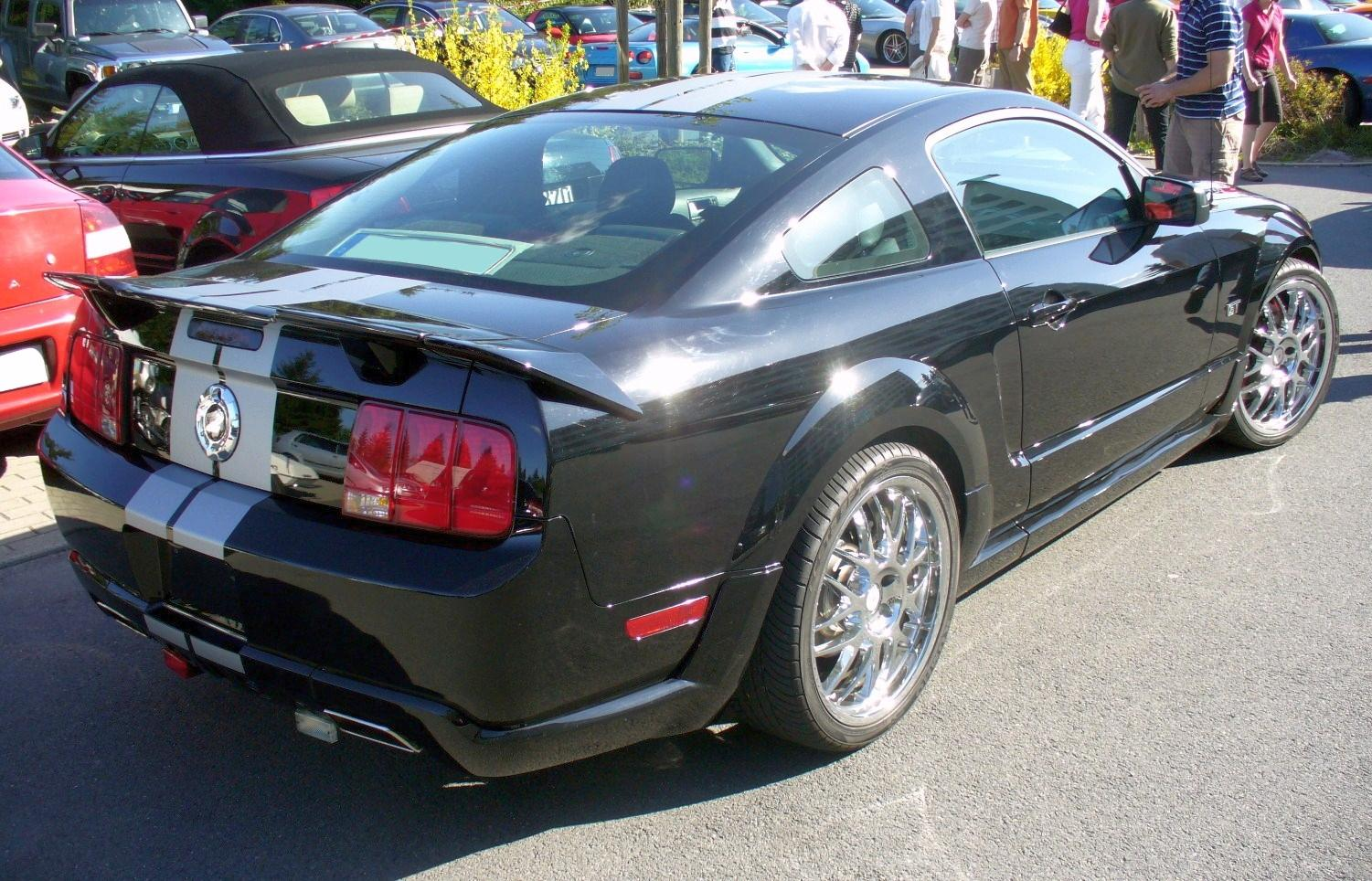
Traseira Ford Mustang GT.

- Básico V6
- Premium V6
- GT Básico
- GT Premium

### Opções de motorização
- 4.0 V6 12v SOHC (2005 - 2010) - 213cv (210 hp) a 5 300 rpm
Velocidade máxima: 180 km/h (limitado eletronicamente; câmbio automático ou manual)
- 3.7 V6 24v DOHC a partir de 2011 - 309cv (305 hp) a 6 500 rpm
Velocidade máxima: 250 km/h (câmbio manual); 250 km/h (câmbio automático)
- GT 4.6 V8 24v SOHC (2005 - 2009) - 304cv (300 hp) a 5 750 rpm
Velocidade máxima: 250 km/h (câmbio manual); 245 km/h (câmbio automático)
- GT 4.6 V8 24v SOHC (2010) - 319cv (315 hp) a 6 000 rpm
Velocidade máxima: 250 km/h limitado eletronicamente (câmbio manual e automático)
- GT 5.0 V8 32v DOHC (2011 - 2012) - 408cv (402 hp) a 6 500 rpm com combustível comum
Velocidade máxima: 250 km/h limitado eletronicamente (câmbio manual e automático)
- GT 5.0 V8 32v DOHC (2011 - 2012) - 418cv (412 hp) a 6 500 rpm com combustível premium
Velocidade máxima: 250 km/h limitado eletronicamente (câmbio manual e automático)
- GT 5.0 V8 32v DOHC (a partir de 2013) - 426cv (420 hp) a 6 500 rpm disponível só com combustível premium
Velocidade máxima: 250 km/h limitado eletronicamente (câmbio manual e automático)

Câmbio 2005 - 2010: Manual 5 marchas / automático 5 marchas (opcional)
Câmbio a partir de 2011: Manual 6 marchas / automático 6 marchas (opcional)

### Mustang Shelby GT500
- Ver artigo Mustang Shelby GT500

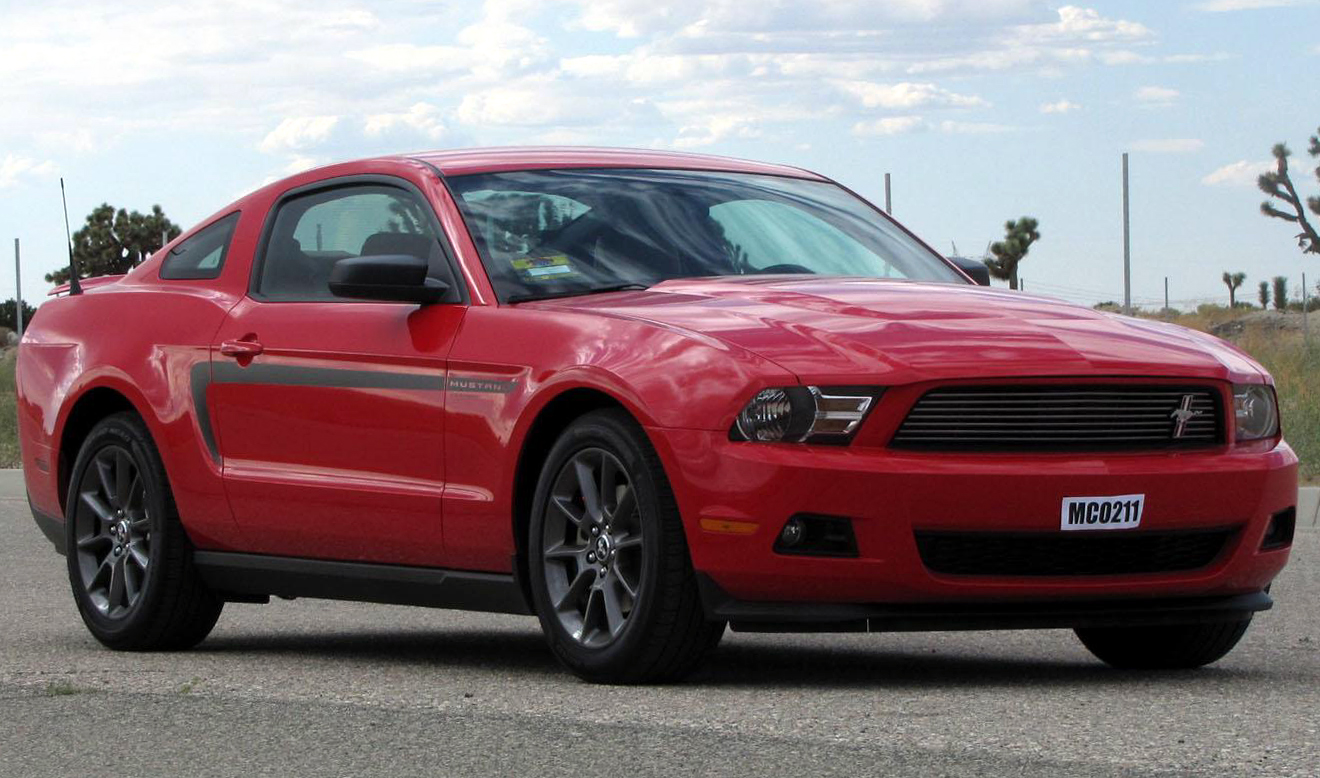
Um modelo Shelby GT500 2012.

O Ford Mustang Shelby GT500 é um versão esportiva da série Mustang da Ford. Preparado pela Shelby American o Mustang Shelby GT500 é a versão mais potente de cada geração do Mustang. Sua estreia aconteceu em 2005, ele vinha equipado com um motor 5,4L V8 32v DOHC SuperCharger que tinha potência máxima de 456 cv (335 kW) a 6 000 rpm.

## Sexta geração (2014)

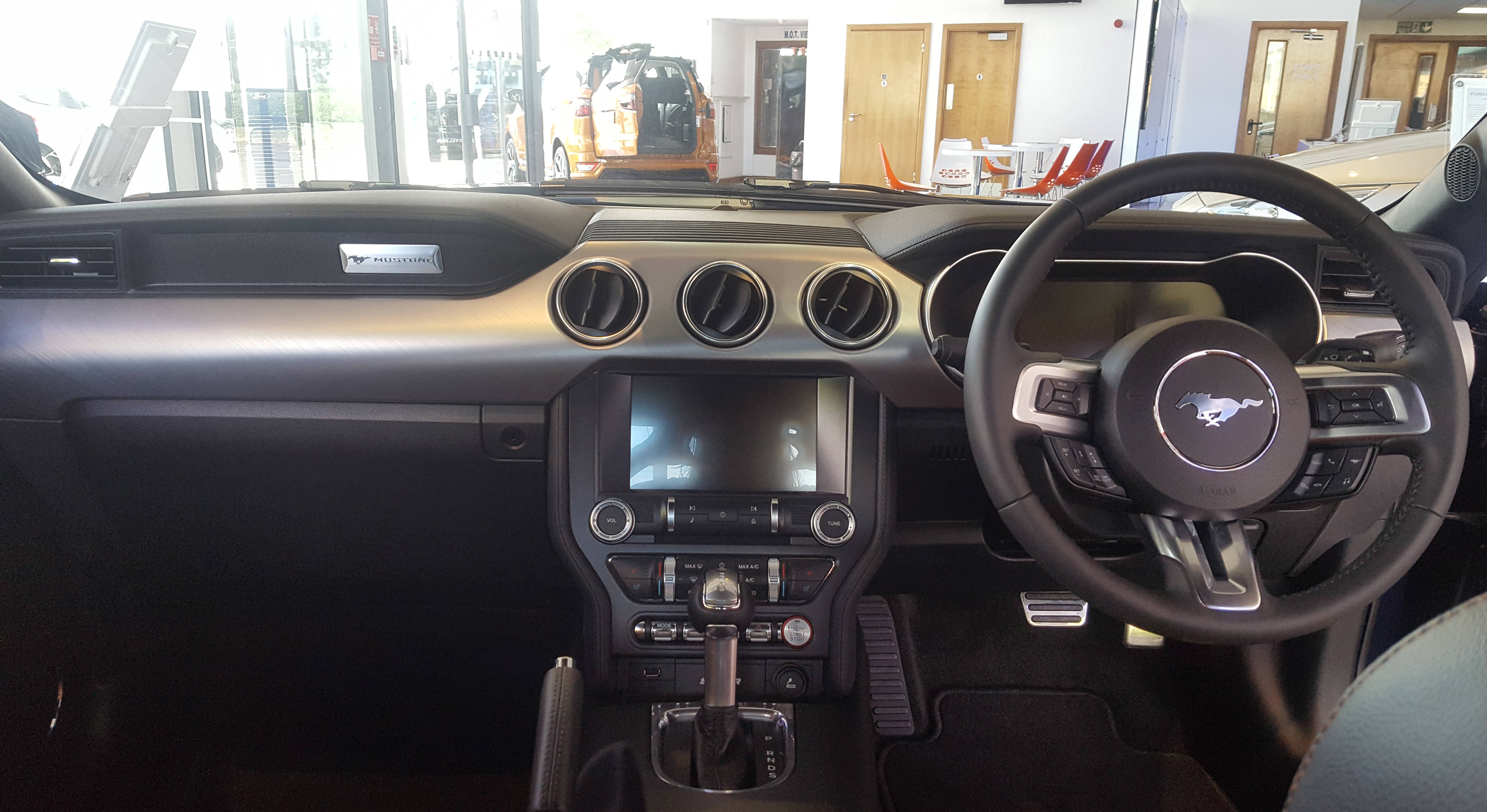
Interior do Ford Mustang GT V8 5.0 2018, com volante na direita.

O Mustang de sexta geração foi apresentado ao público em 5 de dezembro de 2013 em um evento privado da Ford, a carroceria recebeu a denominação de "S550" e entrou em produção em 14 de julho de 2014. Todos os Mustang de sexta geração apresentam suspensão independente multibraço na traseira que permite que tenha dirigibilidade superior em relação ao Mustang de quinta geração. Uma grande inovação trazida por este Mustang é o motor 2,3 L Ecoboost que em relação ao 3,7 L V6 antigo entrega mais potência e torque consumindo menos combustível e emitindo menos poluentes.

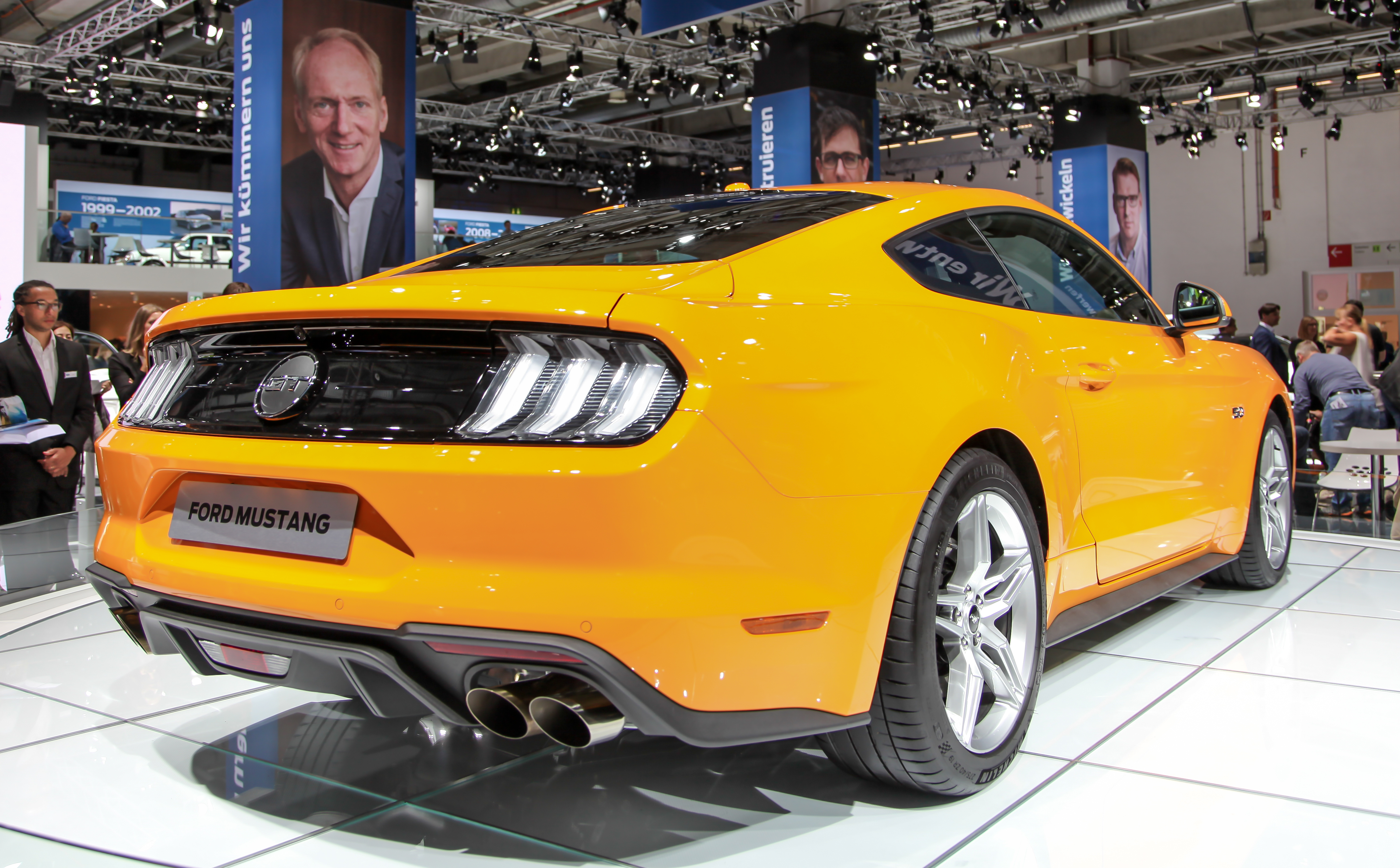
Traseira.

O Mustang de sexta geração é o primeiro Mustang a ser vendido globalmente pela Ford, inclusive, a mesma começou a fabricar este carro com "mão inglesa" para que pudesse comercializá-lo em todo o mundo.

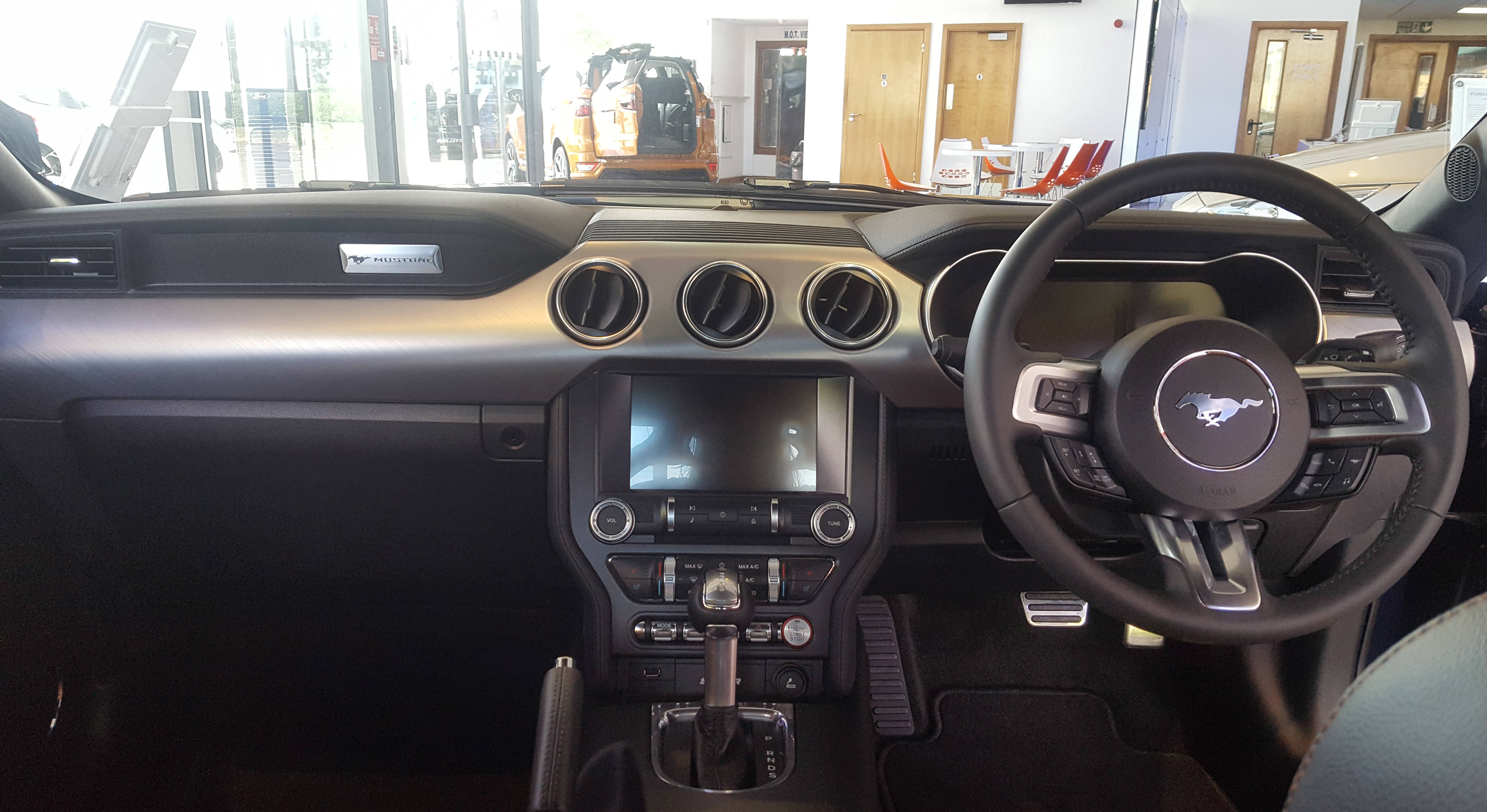
Interior do Ford Mustang GT V8 5.0 2018, com volante na direita.

Uma versão esportiva chamada "Shelby GT350" foi lançada em 2015, conta com motor 5,2 V8 com 526 hp e virabrequim "Flat Plane", esse componente permite que este motor tenha mais potência que o V8 5,0 (466 hp) e deixa o GT350 com desempenho superior em relação ao Mustang GT que usa o motor 5.0.

O Mustang de sexta geração com "Facelift" foi apresentado em 17 de janeiro de 2017, apresenta frente, faróis traseiros e interior levemente reestilizados e o motor 3,7 Cyclone V6 deixou de ser usado.

## SUV elétrico (2020-presente)

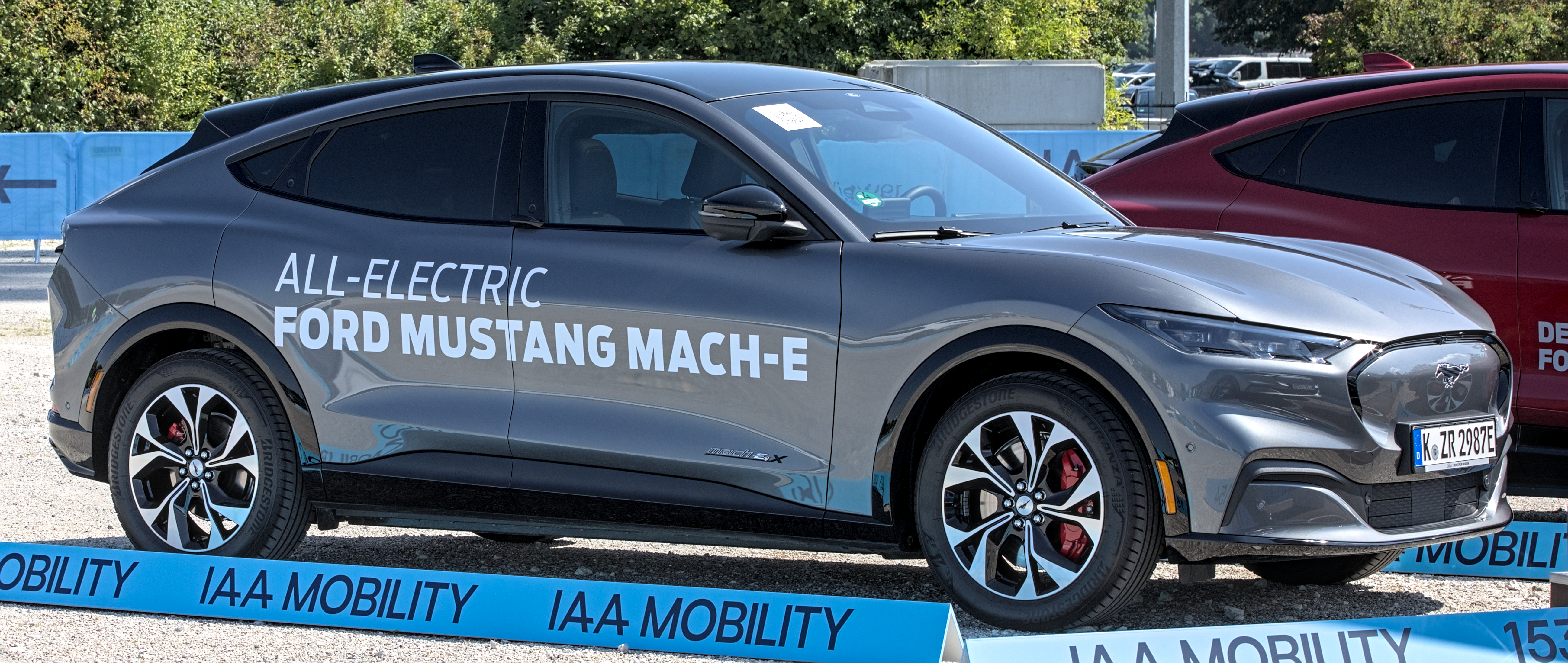
Ford Mustang Mach-E 2020.

Em 17 de novembro de 2019, a Ford anunciou o Ford Mustang Mach-E. Não relacionado a nenhuma das versões de Pony Cars Mustang, é um crossover elétrico com tração traseira e tração nas quatro rodas. Possui de 340 a 605 km de alcance e um sistema Ford Sync atualizado com uma tela de 15,5 polegadas. O Mustang Mach-E vem em vários acabamentos diferentes, incluindo First Edition, Select, Premium, California Route 1, e GT. O Mustang Mach-E também oferece "baterias regulares e de longo alcance".

## Setima geração S650 (2024-presente)
O Mustang de 7ª geração, codinome geração S650, estreou no Salão do Automóvel de Detroit em 14 de setembro de 2022 e entrou em produção 2023, começando a ser entregue aos clientes verão de 2023. 
Entre as melhorias da nova geração S650 estão o Gen4 Coyote que tem corpos de aceleracao duplos e sistema de admissão duplo, um nomo modelo nunca lançado antes nomeado de Dark Horse, Drift Break eletronico e telas de led como paineis de intrumentos.
| Specification    | Mustang EcoBoost          | Mustang GT                                                                                | Mustang Dark Horse  |
| ---------------- | ------------------------- | ----------------------------------------------------------------------------------------- | ------------------- |

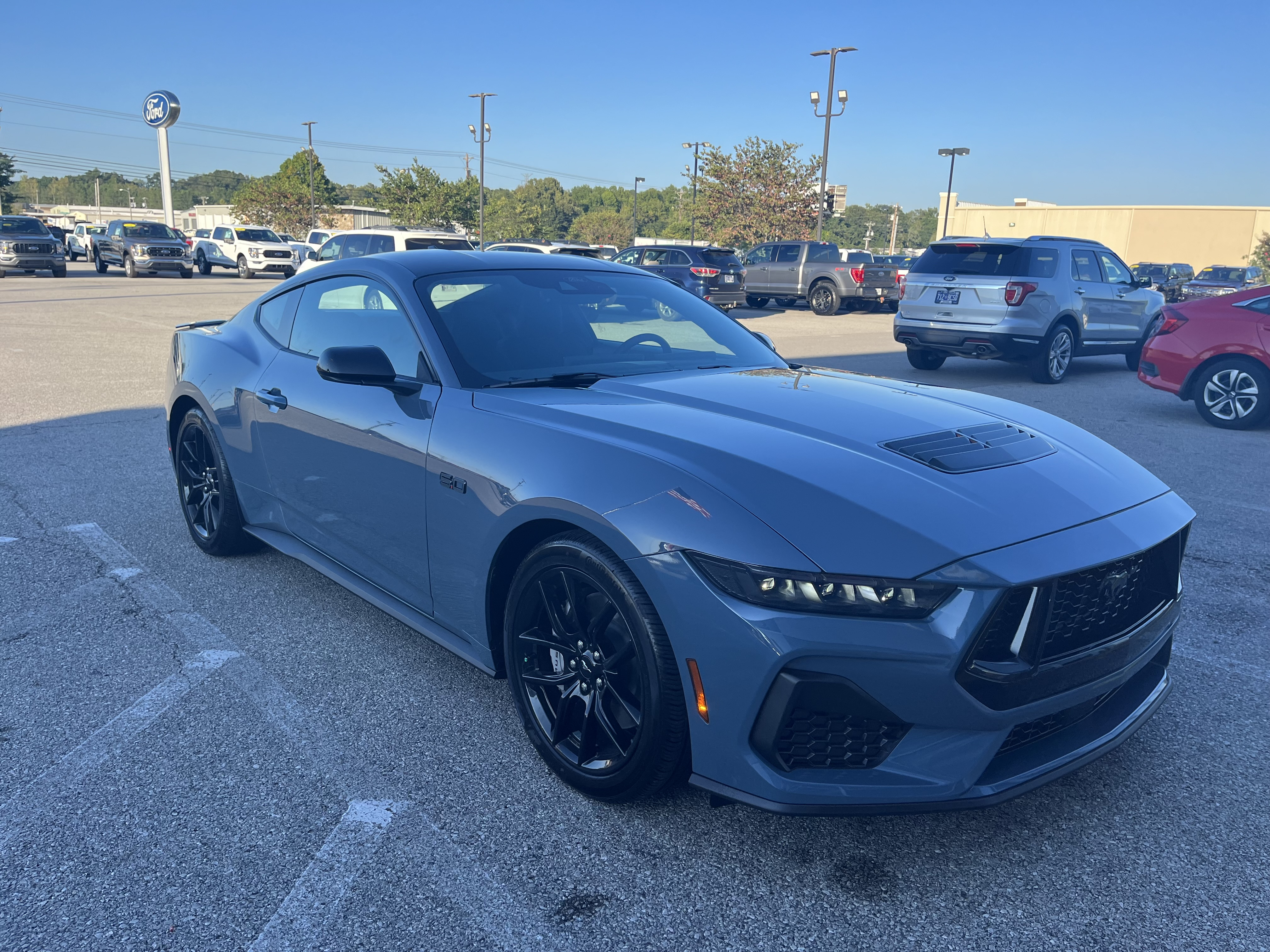
2024 Ford Mustang GT 2D Coupe - Vapor Blue Metallic

| Max Horsepower   | 315 hp                    | 480 hp as standard 486 hp with the upgraded active-valve performance exhaust system       | 500 hp @ 7,500 RPM  |
| Max Torque       | 350 lb-ft                 | 415 lb-ft as standard 418 lb-ft with the upgraded active-valve performance exhaust system | 418 lb-ft           |
| Forced Induction | Twin-scroll turbochargers | Naturally Aspirated                                                                       | Naturally Aspirated |

NOVO PROJETO MUSTANG
O S650 Mustang apresenta um design angular e aerodinâmico enfatizado por um para-brisa mais inclinado, um capô alongado e um nariz mais achatado. Não é um grande afastamento da estética da geração anterior, mas é um redesenho nítido que é mais agressivo do que seu antecessor.
Uma das mudanças mais marcantes são os faróis mais finos do S650. Eles não são apenas menores e mais retangulares do que os faróis do S550 anterior, mas também apresentam um layout de projetor triplo distinto.
OPÇÕES DE TRANSMISSÃO
A Ford manteve o cambio manual para a nova geração do Mustang. A transmissão do Mustang 2024 terá o manual de 6 marchas padrão da Ford com opção de automático de 10 marchas. Os Mustang GTs com transmissão manual também terão correspondência de rotação padrão, o que preserva as RPM do motor quando a embreagem é acionada.

## Automobilismo

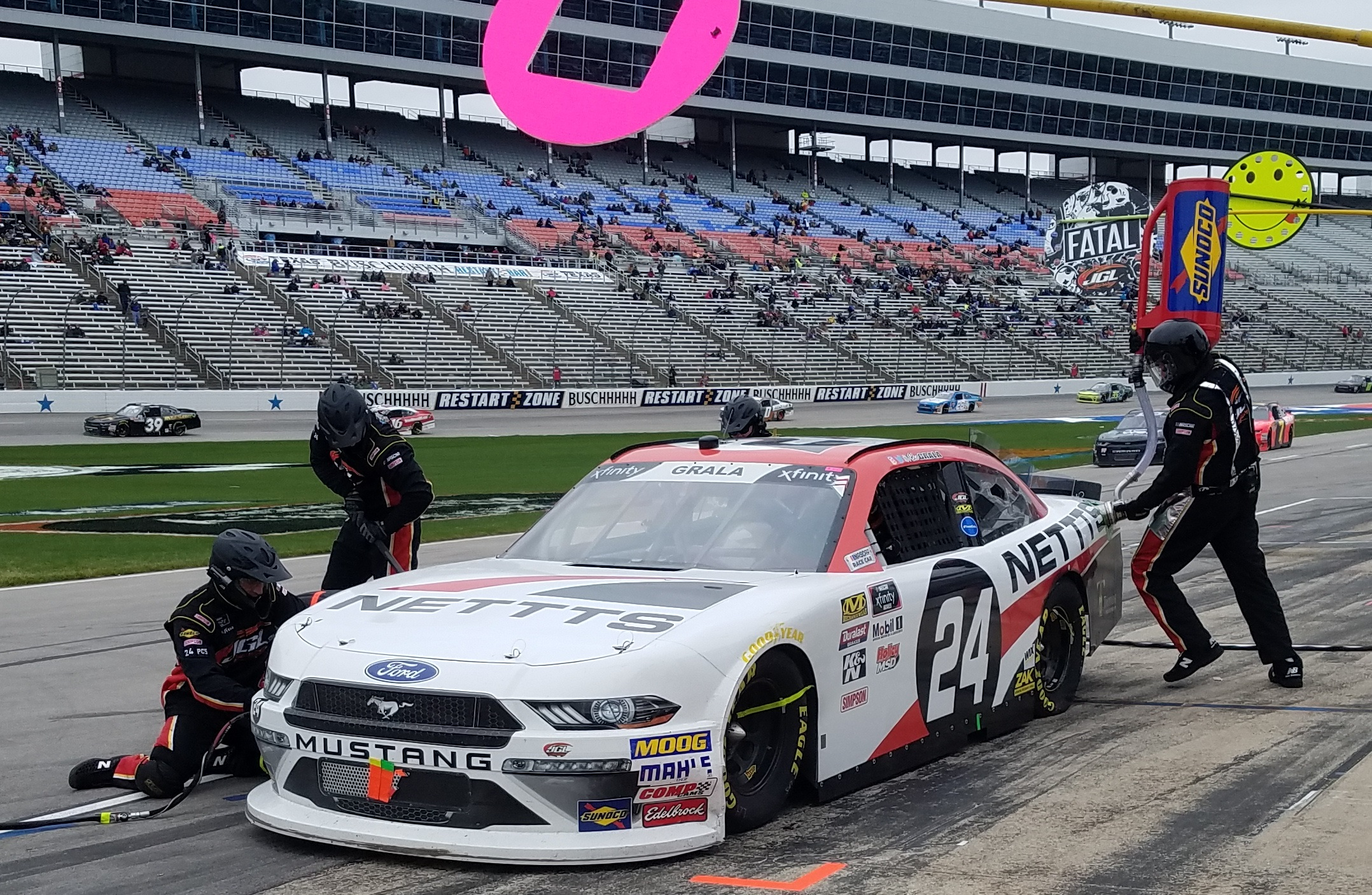
Ford Mustang na NASCAR.

A primeira aparição do Mustang foi como carro de segurança nas 500 Milhas de Indianápolis de 1964, no mesmo ano competiu no Tour de France de automóvel, a partir de 1965 competiu em arrancadas pela NHRA e pela SCCA, ganhou as 24 Horas de Daytona de 1987. O modelo também compete pela FIA GT3 European Championship.
O modelo começou a ser representado na NASCAR em 2010 pela Xfinity Series e na Euro Series, sendo a primeira vitória em 2011 pelo piloto Carl Edwards, a partir de 2019 o modelo estará na Cup Series. Em 2019, o brasileiro Diego Higa venceu a série Hyperdrive da Netflix num Mustang V8 2006.

## Museu nacional do Mustang
Em maio de 2016, o museu nacional do Mustang foi anunciado, sua abertura esta prevista para o verão de 2017 (período que vai de junho a setembro no hemisfério norte), o museu estará localizado em Concord, Carolina do Norte. A decisão de sediar o museu do Mustang em Concord, se deu após o sucesso da celebração de 50 anos de produção do Mustang em 2014 no circuito de Charlotte Motor Speedway. É estimado 4 000 exemplares e um impacto econômico de US$ 8 300 000.